# Gabrielle Aplin
Gabrielle Ann Aplin (* 10. Oktober 1992 in Bath) ist eine britische Singer-Songwriterin.

## Werdegang
Aplin begann ihre musikalische Laufbahn auf der Videoplattform YouTube. Eine 2008 veröffentlichte Coverversion des Songs My Heart der Band Paramore wurde von fast 200.000 Besuchern angeklickt, eine Version des Songs The Liar and the Lighter – im Original von You Me at Six – erreichte bis November 2012 mehr als 630.000 Klicks. Den Song nahm sie für ihre erste EP, die im September 2010 unter dem Titel Acoustic erschien, neu auf. Weitere EPs erschienen im Mai 2011 und im Januar 2012.
Ende Februar 2012 teilte sie auf ihrer Facebook-Seite mit, sie habe einen Plattenvertrag bei Parlophone Records unterzeichnet. Im März 2012 begann sie mit den Arbeiten an ihrem Debütalbum English Rain, das im Mai 2013 erschien.
Für den Weihnachtswerbespot der Kaufhauskette John Lewis nahm sie eine Coverversion des Titels The Power of Love von Frankie Goes to Hollywood auf. Sie erschien bereits im November und hielt sich drei Wochen in den Top 10, bevor sie in der ersten Adventswoche auf Platz 1 stieg.

## Diskografie
Studioalben
- 2013: English Rain
- 2015: Light Up the Dark
- 2020: Dear Happy
- 2023: Phosphorescent

Livealben
- 2012: iTunes Festival 2012
- 2013: Live at Koko
- 2013: iTunes Festival 2013

EPs
- 2010: Acoustic
- 2011: Never Fade
- 2012: Home
- 2013: Panic Cord
- 2014: English Rain
- 2016: Miss You
- 2017: Avalon
- 2018: December (mit Hannah Grace)

Singles
- 2012: The Power of Love
- 2013: Please Don’t Say You Love Me
- 2013: Panic Cord
- 2013: Home
- 2013: Salvation
- 2015: Alive
- 2015: Light Up the Dark
- 2015: Sweet Nothing
- 2016: Miss You
- 2017: Waking Up Slow
- 2018: Run for Cover (Mahogany Sessions)
- 2018: My Mistake
- 2019: Nothing Really Matters
- 2019: Losing Me (mit JP Cooper)
- 2019: December (Orchestral Version)
- 2019: Like You Say You Do (Piano Version)
- 2020: Miss You 2 (mit Nina Nesbitt)
- 2020: Lost in the Thick of It (mit den Coronas)
- 2020: Love Back (Piano Version)

Gastbeiträge
- 2017: That Girl (Salute feat. Gabrielle Aplin)
- 2018: Dream Enough (George Kwali feat. Gabrielle Aplin)
- 2019: Dancing in the Dark (Trevor Horn feat. The Sarm Orchestra & Gabrielle Aplin)

## Auszeichnungen für Musikverkäufe
| Goldene Schallplatte - Australien - 2014: für das Album English Rain Platin-Schallplatte - Australien - 2014: für die Single Please Don’t Say You Love Me - 2014: für die Single The Power of Love |

Anmerkung: Auszeichnungen in Ländern aus den Charttabellen bzw. Chartboxen sind in ebendiesen zu finden.
| Land/RegionAuszeichnungen für Musikverkäufe (Land/Region, Auszeichnungen, Verkäufe, Quellen) | Gold     | Platin     | Verkäufe  | Quellen     |
| -------------------------------------------------------------------------------------------- | -------- | ---------- | --------- | ----------- |
| Australien (ARIA)                                                                            | Gold1    | 2× Platin2 | 175.000   | aria.com.au |
| Vereinigtes Königreich (BPI)                                                                 | 3× Gold3 | Platin1    | 1.500.000 | bpi.co.uk   |
| Insgesamt                                                                                    | 4× Gold4 | 3× Platin3 |           |             |